# Patrimoni dell'umanità del Camerun
I patrimoni dell'umanità del Camerun sono i siti dichiarati dall'UNESCO come patrimonio dell'umanità in Camerun, che è divenuto parte contraente della Convenzione sul patrimonio dell'umanità il 7 dicembre 1982.
Al 2025 i siti iscritti nella Lista dei patrimoni dell'umanità sono tre, mentre diciassette sono le candidature per nuove iscrizioni. Il primo sito, la Riserva faunistica di Dja, è stato iscritto nella lista nel 1987, durante l'undicesima sessione del comitato del patrimonio mondiale. Nel 2012, nella trentaseiesima sessione, il Sangha Trinational è divenuto il secondo sito camerunense riconosciuto dall'UNESCO. La quarantasettesima sessione del comitato ha aggiunto come terzo sito il paesaggio culturale di Diy-Gid-Biy dei Monti Mandara come terzo sito nel 2025. Due siti sono considerati naturali, secondo i criteri di selezione, uno culturale; uno è parte di un sito transnazionale.

## Siti del Patrimonio mondiale
| Foto | Sito                                                  | Luogo                                                         | Tipo                   | Anno | Descrizione |
| ---- | ----------------------------------------------------- | ------------------------------------------------------------- | ---------------------- | ---- | --- |
|      | Riserva faunistica di Dja                             | Dipartimento di Dja e Lobo, Dipartimento di Haut-Nyong        | Naturale (407; ix, x)  | 1987 | Questa è una delle foreste pluviali più grandi e meglio protette dell'Africa, con il 90% della sua area lasciata indisturbata. Circondata quasi completamente dal fiume Dja, che ne forma un confine naturale, la riserva è particolarmente nota per la sua biodiversità e un'ampia varietà di primati. Ospita 107 specie di mammiferi, cinque delle quali sono minacciate. |
|      | Sangha Trinational                                    | Moloundou (condiviso con Rep. Centrafricana e Rep. del Congo) | Naturale (1380; ix, x) | 2012 | Situato nel bacino nord-occidentale del Congo, dove si incontrano Camerun, Repubblica Centrafricana e Congo, il sito comprende tre parchi nazionali contigui per un totale di circa 750 000 ettari. Gran parte del sito non è influenzato dall'attività umana e presenta una vasta gamma di ecosistemi forestali tropicali umidi con una ricca flora e fauna, tra cui coccodrilli del Nilo e pesce tigre golia, un grande predatore. Le radure forestali supportano specie erbacee e il Sangha ospita considerevoli popolazioni di elefanti della foresta, gorilla di pianura occidentale in pericolo di estinzione e scimpanzé in via di estinzione. L'ambiente del sito ha preservato la continuazione di processi ecologici ed evolutivi su vasta scala e una grande biodiversità, comprese molte specie animali in via di estinzione. La componente camerunense del sito è costituita dal Parco nazionale di Lobéké. |
|      | Paesaggio culturale dei Diy-Gid-Biy dei Monti Mandara | Koza, Mozogo                                                  | Culturale (1745; iii)  | 2025 | Situato sui Monti Mandara nella regione dell'Estremo Nord, il bene comprende sedici siti archeologici distribuiti in sette villaggi. Conosciute come Diy-Gid-Biy (che in lingua mafa significa "Rovina della Residenza del Capo"), queste strutture architettoniche in pietra a secco furono probabilmente costruite tra il XII e il XVII secolo. Sebbene i loro costruttori originali rimangano sconosciuti, l'area è abitata dal popolo Mafa fin dal XV secolo. Il paesaggio circostante è caratterizzato da terrazzamenti agricoli, case, tombe, luoghi di culto e attività artigianali, a testimonianza di un legame culturale e spirituale di lunga data tra la popolazione e il suo ambiente. |

## Siti candidati
| Foto | Sito                                                        | Luogo                                                                                 | Tipo                              | Anno       | Descrizione |
| ---- | ----------------------------------------------------------- | ------------------------------------------------------------------------------------- | --------------------------------- | ---------- | --- |
|      | Complesso dei parchi nazionali di Boumba Bek e di Nki       | Moloundou, Ngoyla, Yokadouma                                                          | Naturale (6308; vii, ix, x)       | 02/02/2018 | Boumba Bek e Nki sono due parchi nazionali contigui che, coprendo insieme un'area di 547 617 ha costituiscono la più grande area protetta del Camerun. I parchi nazionali di Nki e Boumba Bek sono costituiti da un misto di foresta sempreverde, foresta semidecidua e foresta mista. Sono stati trovati quasi 14 tipi di formazioni vegetali con quasi 831 specie di piante con un diametro all'altezza del petto maggiore di 10 cm. In tema di biodiversità la ricerca è recente, tuttavia i risultati degli inventari della fauna dei mammiferi confermano la presenza di 34 specie di grandi mammiferi comuni ai siti. |
|      | Parco nazionale di Bouba-Ndjida                             | Dipartimento di Mayo-Rey                                                              | Naturale (6310; ix, x)            | 02/02/2018 | Il Parco nazionale di Bouba-Ndjida beneficia di una fitta rete idrografica con in particolare il Mayo Vaïmba che, a differenza di altri fiumi stagionali in questa parte del Camerun, scorre tutto l'anno. L'acqua è abbondante in tutto il parco e anche durante la stagione secca grazie al substrato roccioso e ai suoli argillosi che spesso ne ritardano l'infiltrazione, garantendo così lo sviluppo dei processi di interazione ecologica tra le specie faunistiche e gli habitat caratteristici di questo luogo. La vegetazione del parco è composta da 11 formazioni vegetali ed è una delle ultime testimonianze di formazioni sudanesi non ancora soggette a pressioni antropiche diverse dagli incendi boschivi. E rispetto ad altri parchi nazionali della regione, il Bouba-Ndjida ha la particolarità di ospitare un'alta percentuale di specie di montagna.                            |
|      | Parco nazionale di Campo Ma'an                              | Dipartimento di Océan                                                                 | Naturale (6312; vii, viii, ix, x) | 02/02/2018 | Situato vicino all'Oceano Atlantico, il Parco nazionale di Campo Ma'an (264 064 ha) si estende su un vasto paesaggio dominato da due principali tipi di rilievi: la parte settentrionale caratterizzata da montagne e alcuni altipiani e la parte meridionale occupata da colline e piccole valli. Il parco fa parte del dominio della fitta foresta umida sempreverde guineo-congolese che conserva il suo fogliame tutto l'anno. Vi sono rappresentate una quindicina di associazioni vegetali. |
|      | Parco nazionale di Waza                                     | Dipartimento di Logone e Chari                                                        | Naturale (6316; ix, x)            | 02/02/2018 | Il Parco nazionale di Waza si estende su una superficie di 170 000 ettari ed è caratterizzato dal clima sudanese-saheliano, semiarido e tropicale. Con un'altitudine complessiva variabile tra 200 e 340 m, il parco presenta due tipi di vegetazione: quella di pianura alluvionale (yaeres) o savana erbosa e due tipi savana legnosa (arbustiva e arborea). Il Parco nazionale di Waza ospita eccezionali fenomeni naturali, come specie in via di estinzione e un sito di transito per gli uccelli migratori. |
|      | Chefferie di Bafut                                          | Bafut                                                                                 | Culturale (6320; i, iii, v, vi)   | 02/02/2018 | La chefferie di Bafut è un complesso composto da un Palazzo, una foresta sacra attigua alla residenza del Capo supremo, una residenza per ospiti che si affaccia sul complesso, luoghi di culto, due quartieri femminili, logge segrete della compagnia, il tutto costituendo una cinquantina bungalow. La maggior parte degli edifici sono costruiti con mattoni di terracotta con tetti di tegole. Al centro del sito si trova il Santuario (Achum), l'elemento più importante dal punto di vista architettonico e religioso. È destinato al culto degli antenati ed è stato ricostruito intorno al 1910, dopo la sua distruzione da parte dei tedeschi nel 1907. È oggi una delle più antiche opere di architettura tradizionale del Camerun. |
|      | Torre di Goto Goulfey                                       | Goulfey                                                                               | Culturale (6321; i, iii)          | 02/02/2018 | La torre di Goto Goulfey è un tumulo in terra battuta di forma cubica con un'altezza di 12 metri e una larghezza di 9 metri. È più largo alla base e la sua forma si restringe man mano che ci si sposta verso l'alto dove c'è uno spazio rettangolare lungo 7,50 m e largo 6,5 m. Questa torre è costruita con argilla e protetta con gley o vermiculite. Un ruolo importante ha svolto la spiritualità legata alla torre per via della pratica del culto del Varan nel XV secolo, prima dell'avvento dell'Islam nella città di Goulfey. |
|      | Incisioni rupestri di Bidzar                                | Guider                                                                                | Culturale (6322; i)               | 02/02/2018 | Il villaggio di Bidzar, popolato principalmente da Guidar, con poche famiglie Moundang e pochi Guiziga, presenta un campo di marmo all'interno di una zona di circa 130 km² di affioramento marmoreo i cui piani si prestavano perfettamente all'incisione. Le lastre con incisioni sembrano essere limitate ai dintorni del villaggio di Bidzar; le incisioni sono distribuite senza legame apparente sulle lastre di marmo. Tutte presentano caratteri geometrici e possono essere in certi casi delle rappresentazioni schematiche. |
|      | Megaliti di Djohong                                         | Djohong                                                                               | Culturale (6323; i, iv, v)        | 02/02/2018 | I Megaliti di Djohong sono chiamati localmente Tazunu, nome che designa anche il villaggio dove si trovano. Il monumento megalitico è formato da due pezzi, uno dei quali rimane piantato a terra e l'altro in posizione rovesciata e raddoppiata. Il primo misura 1,57 m con un diametro di 89 cm e il secondo ha una lunghezza di 2,02 m. Non avendo una conoscenza consolidata dell'origine dei megaliti, le popolazioni locali hanno creato una serie di miti attorno a questo fenomeno e il luogo è utilizzato per le pratiche religiose. |
|      | Megaliti di Saah                                            | Nkambé                                                                                | Culturale (6326; iii, iv, v)      | 02/02/2018 | I Megaliti di Saah appartengono alla comunità Limbum. Ci sono due gruppi di megaliti situati in un epicentro a 3 e 4 km dal villaggio di Saah: il primo gruppo si trova a Saa-Mbura e copre un'area di un chilometro quadrato; il secondo gruppo è a Saa-Machub. Si tratta di pietre erette, disposte in cerchio o in quadrato e talvolta allineate. Come elemento associato, ci sono piattaforme circolari, monoliti e macine. Nonostante l'indisponibilità di una datazione esatta, i confronti con siti noti come i Tazunu nel nord-ovest della Repubblica Centrafricana possono consentire di avanzare l'ipotesi di opere risalenti alla prima età del ferro. |
|      | Gallerie ferroviarie di Njock                               | Eséka                                                                                 | Culturale (6327; iv, vi)          | 02/02/2018 | Le gallerie ferroviarie di Njock si trovano presso il villaggio di Minloh e comprende tre tunnel realizzati da mani umane in una massiccio roccioso (Liaa). Le gallerie di Njock sono state costruite durante il periodo della colonizzazione del Camerun, scavate nella roccia in modo da consentire il passaggio dei binari per i treni. Questi manufatti sono una testimonianza eloquente dei lavori forzati: un sistema schiavistico organizzato sul territorio. Queste costruzioni facevano parte delle grandi opere intraprese per lo sfruttamento economico del Camerun. |
|      | Lamidat di Rey-Bouba                                        | Rey-Bouba                                                                             | Culturale (6329; i, ii, iii)      | 02/02/2018 | Il Palazzo di Rey-Bouba, una delle principali testimonianze della storia dell'omonimo Lamidat, è un luogo vivo di memoria e identità. Fu costruito sotto il regno di Ndjidda (1798-1866) tra il 1805 e il 1808. Il Palazzo occupa una superficie di circa 5 ettari, circondata da un muro di cinta alto circa 7 metri, che presenta un ingresso centrale nella facciata sud. L'interno del Palazzo comprende cortili, orti e diversi quartieri: i quartieri del Lamido, delle attività artigianali, della servitù, del personale amministrativo, degli ospiti illustri, del bestiame, della conservazione del cibo e delle abitazioni. |
|      | Paesaggio culturale delle cascate della Lobé                | Kribi                                                                                 | Misto (6330; v, vi, vii)          | 02/02/2018 | Le cascate della Lobé sono formate da un insieme di più ruscelli che procedono in una serie di cascate per una distanza di 1 chilometro e formano gradualmente imponenti cascate, la più alta delle quali misura poco più di 20 metri e che sfociano in favolose cateratte direttamente nell'Oceano Atlantico: è un fenomeno unico al mondo. Le cascate della Lobé rappresentano per i popoli che vivono lungo il corso del fiume un forte simbolo di credenza, e sono generalmente associate ai vari riti naturali e culturali di questi popoli costieri. Ad esempio, i guaritori pigmei immergono i malati nell'acqua delle cascate durante le cerimonie di purificazione. Allo stesso modo, le cascate della Lobé sono una tappa importante nel rituale di intronizzazione del Capo dei Batanga. |
|      | Sito archeologico di Shum Laka                              | Santa                                                                                 | Culturale (6331; iii, iv, v)      | 02/02/2018 | L'area che comprende i Grassfields tra il Benoue e il fiume Cross lungo il confine con la Nigeria è riconosciuta come la culla originaria delle lingue bantu. Tutti i campioni prelevati dal sito archeologico e identificati rappresentano specie tipiche di un ambiente forestale, mentre oggi si tratta di un ambiente di savana. Le prime tracce dell'attività umana risalgono a 32 000 anni fa; vi sono stati trovati 18 scheletri datati da 3 a 8000 anni fa. È l'unico sito dell'Africa centrale dove c'è un'occupazione umana continua dall'età della pietra all'età dei metalli. Vi sono state riconosciute diverse tipologie di pratiche funerarie, a partire dalla cremazione, fino alle fosse individuali o collettivi. Il sito appartiene alla comunità Mbu-Baforchu. |
|      | Grande Capanna nella chefferie tradizionale dei Grassfields | Regione del Nordovest, Regione dell'Ovest                                             | Culturale (6332; ii)              | 02/02/2018 | La proprietà culturale seriale è costituita da quattordici grandi capanne delle chefferie tradizionali dei Grassfields. Essi costituiscono una serie di complessi architettonici di potere, riguardanti un centinaio di comunità stabilite sugli altopiani delle regioni occidentali e nord-occidentali del Camerun da almeno quattro secoli. Ogni sito si estende su una superficie di diversi ettari e comprende diverse istituzioni politiche e sociali, tra cui la Grande Capanna. Questo nome designa un edificio il cui nome locale varia nei diversi domini: una sorta di palazzo sacro-tempio o casa del popolo con diverse funzioni che variano a seconda delle chefferie. Così può essere un luogo di adunanze del capo e della sua assemblea di notabili, o anche un luogo di riti e sacrifici e talvolta di sepoltura del capo.                                                            |
|      | Paesaggio culturale del lago Ciad                           | Dipartimento di Logone e Chari (condiviso con Ciad, Niger e Nigeria)                  | Misto (6368; ii, iii, vii, ix)    | 07/12/2018 | Il lago Ciad ha la particolarità di essere ricoperto da centinaia di isole, molte delle quali abitate da diverse comunità (Kotoko, Mouloui, Barma, Boulala, Babalia, Kanembou, Hausa, ecc.) che vivono delle sue risorse e perpetuano modi di vita garantendo la loro resilienza. Questa convivenza tra uomo e natura, che dura da secoli, dona una vera dimensione di paesaggio culturale a questo immenso lago. La presenza umana intorno al lago risale al Paleolitico. La civiltà Sao, che è la più antica, designa sostanzialmente un gruppo di popolazioni che sarebbero venute dalla Valle del Nilo e che avrebbero popolato i dintorni del lago Ciad intorno al V secolo a.C. A livello naturale, l'ambiente del lago Ciad presenta un eccezionale mosaico di formazioni vegetali che si alternano tra boscose ed erbacee e sono costellate di oasi e zone umide di importanza internazionale. |
|      | Cross River - Korup - Takamanda (CRIKOT)                    | Regione del Sudovest (condiviso con Nigeria)                                          | Naturale (6451; ix, x)            | 10/02/2020 | I parchi nazionali Cross River-Korup-Takamanda (CRIKOT) si trovano tra il fiume Cross nel sud-est della Nigeria e il fiume Sanaga nel Camerun occidentale. L'area si distingue biogeograficamente perché è una roccaforte di notevole ricchezza di specie centrata sull'Altopiano occidentale del Camerun, una catena discontinua di montagne e altopiani di origine vulcanica che si estendono per circa 14 000 km², attraverso la quale corre il confine tra Nigeria e Camerun. Le morfologie altamente complesse dell'area includono vari ecosistemi di pianura come le paludi costiere di mangrovie e boschi di savana più nell'entroterra. Questi boschi si classificano come foreste su terreni più elevati, comprese alcune delle foreste pluviali tropicali di più alta statura e più ricche di specie sulla Terra.                                                                            |
|      | Bimbia e siti associati                                     | Regione del Litorale, Regione del Nordovest, Regione dell'Ovest, Regione del Sudovest | Culturale (6478; iii, vi)         | 12/03/2020 | L'originalità del sito di Bimbia è che testimonia le diverse fasi della pratica della tratta degli schiavi atlantica dal XVI al XIX secolo. Il sito è ancora ricco di numerosi resti architettonici e reperti dei diversi periodi di occupazione. Bimbia faceva invece parte di una rete di scambi con i porti della costa (Douala, Rio del Rey) e i mercati interni al continente di cui sono stati ricostruiti percorsi e centri. |